# Turcja na Letnich Igrzyskach Paraolimpijskich 2008
Turcję na Letnich Igrzyskach paraolimpijskich w Pekinie reprezentowało 16 zawodników.

## Medale

### Złoto
- Gizem Girişmen - łucznictwo, łuk olimpijski W1/W2

### Brąz
- Neslihan Kavas - tenis stołowy, gra pojedyncza klasa 9